# Росо Фјорентино
Росо Фјорентино или правог имена Ђован Батиста ди Јакопо Гаспар, а са надимком „Црвени Фирентинац“ (Фиренца, 8. март 1494 - Фонтаинеблеау, 14. новембар 1540) био је цртач и италијански сликар маниризам, који је радио слике у уљу и фреске. Уз Поторма био је први представник раног маниризма у Италији. Припадао је фирентинској школи, а заједно са Франческом Приматичиом и Николом дел Абатеом био један од главних представника Фонтенбло школе.

## Биографија
Рођен је у Фиренци са црвеном косом по којој је и добио надимак "Русо". Заједно са Јакопом Понтормом стварао је у радионици Андреа дел Сарта у Фиренци. Након што је завршио своје шегртовање, Ђован Батиста ди Јакопо је 26. фебруара 1516. постао члан еснафа уметника Фиренце. Следеће године отишао је у Арецо, а 1523. у Рим, где је радио до 1527. године. Росо је био импресиониран делима Микеланђела, Рафаела и других уметника италијанске ренесансе.
Након страшног пљачкања Рима од стране трупа Карла V 1527. уметник је, као и многи други, остао без радионице, имовине и купаца. Напустио је град у потрази за новим покровитељима и отишао у северну Италију, у Чита ди Кастело, Перуђи, Арецу и Венецију.
Године 1531. преселио се у Француску, на двор краља Франциска I, покровитеља уметности, где је Леонардо да Винчи већ радио од 1516. године. Росо је тамо радио наредних десет година до своје смрти. Имао је статус дворског сликара. Никада више нисам напустио Француску.
Заједно са Франческом Приматичом, у име краља, Роса Фјорентино је извео слике у замку Фонтенбло. Франческо Приматичо и Росо су био једани од водећих уметника који су радили у Шатоу де Фонтенбло у оквиру „Прве школе Фонтенблоа“, проводећи већи део свог живота тамо. Након Русове смрти 1540. године Франческо Приматичо је преузео уметничко руковођење Фонтенблоом.
Росова репутација, заједно са репутацијом других стилизованих Фирентинаца касне ренесансе, дуго је била неповољна у поређењу са његовим натуралистичким и грациознијим савременицима, али је знатно оживела последњих деценија. Томе је допринела чињеница да је његово ремек-дело настало у малом граду, далеко од туристичке стазе.
Росово главно ремек-дело била је до данас добро очувана галерија Франциса I, на чијој декорацији је радио од 1531. до 1540. године. За дизајн галерије комбинује слике, високе рељефе, скулптуре и украсне резбарије у дрвету. У двору Фонтаинеблеау насликао је циклус фресака с темама из митологије и из живота Франциса I а израдио је и нацрте за декорације ентеријера. Утјецао је на развој француске уметности високе ренесансе и маниризма. У Француској су га звали „Црвени мајстор“.
Не само да је био сликар, он је био и песник и музичар. Према Вазарију, Росо Фиорентино, је завршио свој живот трагично, извршио је самоубиство, али то није потврђено у изворима. Године 1540. затворен је због клевете, где је вероватно умро природном смрћу.

## Стваралаштво
Деловање Роса, Приматичиа и Никола дел Абатеа и њихових француских помоћника чинило је такозвану „прву школу Фонтенблоа“ (1530-1570), главног центра француске ренесансе и уметности европског маниризма.
Заједно са својим наследником, Франческом Приматичиом, донео је префињен и елитни укус италијанске школе. На његов индивидуални стил утицала су каснија дела Микеланђела, Понторма и Фра Бартоломеа. Био је бунтовник, који се бунио против ограничења класицизма, који је на крају високе ренесансе доживљавао тешку кризу. Полазећи од уравнотежених композиција својих претходника, Росо је форсирао комбинације боја које делују грубо и нехармонично, а форме су намерно спљоштене, без пресека и тоналног моделовања. „Стварао је напете, немирне боје и вијугавог тока линија, маниристичке композиције са необично издуженим фигурама“.
Росовим ремек-делом сматра се олтарска слика „Скидање са крста“ у Пинакотеке Комунале ди Волтера (Градска уметничка галерија), првобитно насликана за катедралу (Дуомо) у Волтери (Тоскана). У овом раду, уз сву динамику лица приказаних на слици и сложеност композиције, уметник тумачи фигуре равно, благо их деформишући, постижући орнаменталне контуре и софистицираност ритмова. Како је приметио Вазари, лица ликова на овој слици изражавају „суровост и очај“.
Сликао је фреске и радио скице за скулптуре, дрвене таванице и зидне резбарије. Свих четрнаест сликовитих паноа у галерији на митолошке и алегоријске теме израдио је Росо. Централно место заузима овална композиција „Нимфа из Фонтенблоа”. Остале композиције су: „Освета Науплије”, „Адонисова смрт”, „Клеобис и Битон””, „Смрт Катане”, „Врело вечне младости”, „Јединство државе“, „Битка Кентаура и Лапита“, „Протеривање незнања“, „Жртва“.
Ликови на Росовим фрескама „изгледају благо спљоштени због веома светлих боја и орнаментално испреплетених линија. Декоративна комбинација ове врсте, која се нигде раније није користила, била је креативни изум самог Роса.“
Галерија Франциса I постала је модел за многе наредне грађевине ове врсте, укључујући галерије Лувра и Версаја
Росо је своје слике припремао од цртежа, од којих је само неколико сачувано. По његовим цртежима радили су гравери Керубино Алберти, Ђан Ђакомо (Жан Жак) Караљо, Пјер Милан и Рене Боавен.

### Скидање са крста
Његовм ремек-дело се генерално сматра олтарска сликом „Скидање са крста“ у Пинакотеке Комунале ди Волтера. Фигуре испод имају једноставне и снажне изразе тихе туге, са снажним изразима које наговештавају скривена лица. Небо је мрачно. Мердевине и они које носи Христа делују несигурно. Сам Христос је блед.
Росо је наставио да слика другу, тамнију и препуну олтарну слику Депозиције за цркву Сан Лоренцо у Сансеполкроу.

## Изабрана дела
- Вазнесење Богородице. 1517. Базилика Сантисима Анунцијата, Фиренца
- Мадона са четири свеца. 1518. Уфици, Фиренца
- Мадона са дететом и анђели. После 1517 - пре 1523. Државни музеј Ермитаж, Санкт Петербург
- Мојсије штити Јетроове кћери. 1523. Уфици, Фиренца
- Еве. 1524. Црква Санта Мариа делла Паце, Рим
- Распеће (1528, Сан Лоренцо, Сансеполкро)
- Силазак Светог Духа на апостоле. 1528. Црква Сан Лоренцо, Сансеполкро
- Пиета. 1537-1540. Лувр, Париз
- Нимфа из Фонтенблоа. 1535-1540. Галерија Франциса I, замак Фонтенбло

## Галерија
- Скидање са крста
- Света породица
- Галерија Франциска I
- Нимфа из Фонтенблоа
- Пиета
- Веридба Дјеве
- Мојсије брани кћери Јеторове